# Jean Ier Tzimiskès
Vous lisez un « article de qualité » labellisé en 2024.
Pour les articles homonymes, voir Jean Ier.
Jean Ier Tzimiskès (en grec : Ἰωάννης « Τζιμισκής » Κουρκούας / Iôánnês « Tzimiskếs » Kourkoúas, parfois orthographié Zimiscès ou Tzimiscès), né vers 925 et mort le 10 janvier 976, est un empereur byzantin, issu de la puissante famille arménienne des Kourkouas, qui a donné plusieurs militaires de premier plan à l'Empire byzantin.
Général de renom, il fait ses premières armes sur la frontière orientale et occupe diverses fonctions de premier plan. Il participe à l'expansion byzantine en Orient, combattant les émirats frontaliers des Hamdanides et sert notamment comme lieutenant auprès du futur empereur Nicéphore II, participant à certaines de ses campagnes victorieuses, y compris après l'accession de celui-ci à la fonction impériale en 963. Toutefois, il tombe en disgrâce assez rapidement, pour des raisons inconnues. Il réapparaît en 969 à la tête d'un complot qui assassine Nicéphore II, avec l'aide de quelques généraux eux aussi congédiés. Cette prise du pouvoir rapide et brutale lui permet d'asseoir assez vite son autorité, non sans faire acte de pénitence face aux autorités religieuses. Par ailleurs, il ne remet pas en cause la légitimité dynastique des deux souverains de droit encore mineurs que sont Basile II et Constantin VIII, dont il agit en quelque sorte comme le régent.
Comme souverain, il poursuit l'entreprise militaire de son prédécesseur, non sans différences. Actif d'emblée en Occident pour combattre la menace de la Rus' de Kiev, il repousse d'abord celle-ci, qui s'est emparée de la Bulgarie. En 971, Tzimiskès mène une campagne d'envergure, conquiert en quelques mois la Bulgarie et repousse Sviatoslav Ier au-delà du Danube. Ce succès s'accompagne de l'occupation militaire du territoire bulgare qui, si elle n'est pas pérenne, préfigure la conquête définitive de Basile II quelques décennies plus tard. Il rétablit aussi la paix avec le Saint-Empire en Italie. Ces réussites occidentales lui permettent d'intervenir ensuite en Orient, pour consolider les conquêtes de Nicéphore II, notamment la région d'Antioche, menacée par les Hamdanides et surtout les Fatimides, nouvelle puissance du monde musulman. Le récit des campagnes de Tzimiskès en Syrie et en Palestine reste l'objet de débats et, notamment, son expédition de 975 a pu être qualifiée de croisade, puisqu'il serait allé jusqu'à envisager la reprise de Jérusalem. Si les historiens modernes tempèrent cette interprétation, Tzimiskès parvient à consolider la frontière byzantine en Orient et à faire de Byzance une puissance d'influence dans la région, soumettant sans conquête les princes musulmans d'Alep.
Sur le plan intérieur, Tzimiskès se distingue de son prédécesseur en revenant sur certaines mesures fiscales qui ont rendu Nicéphore II impopulaire. Moins interventionniste en matière religieuse, il recherche la concorde tout en manifestant sa piété de diverses manières. Résolu à consolider une légitimité entachée d'un régicide, il met en scène son pouvoir et valorise ses succès militaires. Entouré de personnalités influentes, dont le parakimomène Basile Lécapène, il doit faire face à quelques rébellions de la puissante famille des Phocas et s'appuie notamment sur Bardas Sklèros, attisant les rivalités entre les lignées de l'aristocratie militaire d'Anatolie. Finalement, il meurt le 10 janvier 976, vraisemblablement de maladie, laissant le pouvoir au jeune Basile II. Si sa figure a parfois souffert de son rôle dans l'assassinat de Nicéphore II, il reste dans la postérité comme un souverain victorieux militairement, dont les actes s'intègrent dans une forme d'épopée byzantine de la fin de l'ère macédonienne, marquée par des conquêtes d'ampleur en Occident et en Orient.

## Origines et débuts

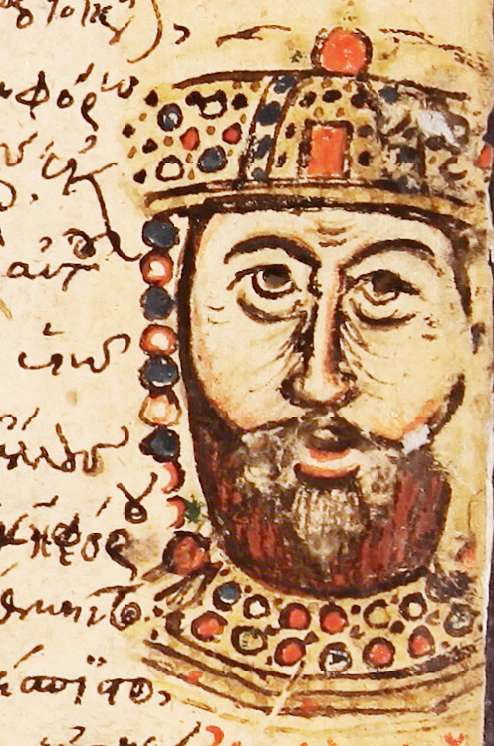
Portrait de Jean Tzimiskès dans le Mutinensis gr. 122, manuscrit du XVe siècle.

### Origines et portrait physique
Son vrai nom est Kourkouas, et par sa mère, issue de la famille Phocas et sœur de l'empereur, il est le neveu de Nicéphore II Phocas. Les Kourkouas, avec d'autres familles d'origine arménienne comme les Sklèros et les Lécapènes, sont parmi les plus en vue dans l'aristocratie militaire en Asie mineure. Elles illustrent l'intégration d'élites arméniennes au sein du monde byzantin,. Le père de Tzimiskès n'est pas connu, tout juste peut-on supposer que Jean Tzimiskès a des frères et sœurs. Son grand-père, Théophile Kourkouas, se distingue déjà par ses campagnes militaires contre les Arabes, qu'il mène souvent avec son frère, Jean Kourkouas, qui conquiert notamment Mélitène,,. Jean Tzimiskès épouse en premières noces Marie Skléraïna, fille de Panthérios Sklèros, noble byzantin, et de Grégoria, descendante d’un frère de Basile Ier, et sœur de Bardas Sklèros. Son surnom de « Tzimiskès » a deux origines possibles : soit ce nom est dérivé de l'arménien tshemischgaizag, signifiant « bottes rouges », soit de l'arménien pour « de petite stature, le nabot ». La première origine semble la plus probable et certains des ascendants de Jean, dont son père, sont déjà connus sous ce patronyme. Par ailleurs, une cité de la région d'origine de Jean, Çemişgezek, a un nom de la même nature,. La date de naissance de Jean Tzimiskès n'est pas connue avec certitude, mais Léon le Diacre écrit qu'il a quarante-quatre ans quand il accède au trône, ce qui situerait sa venue au monde vers 925.

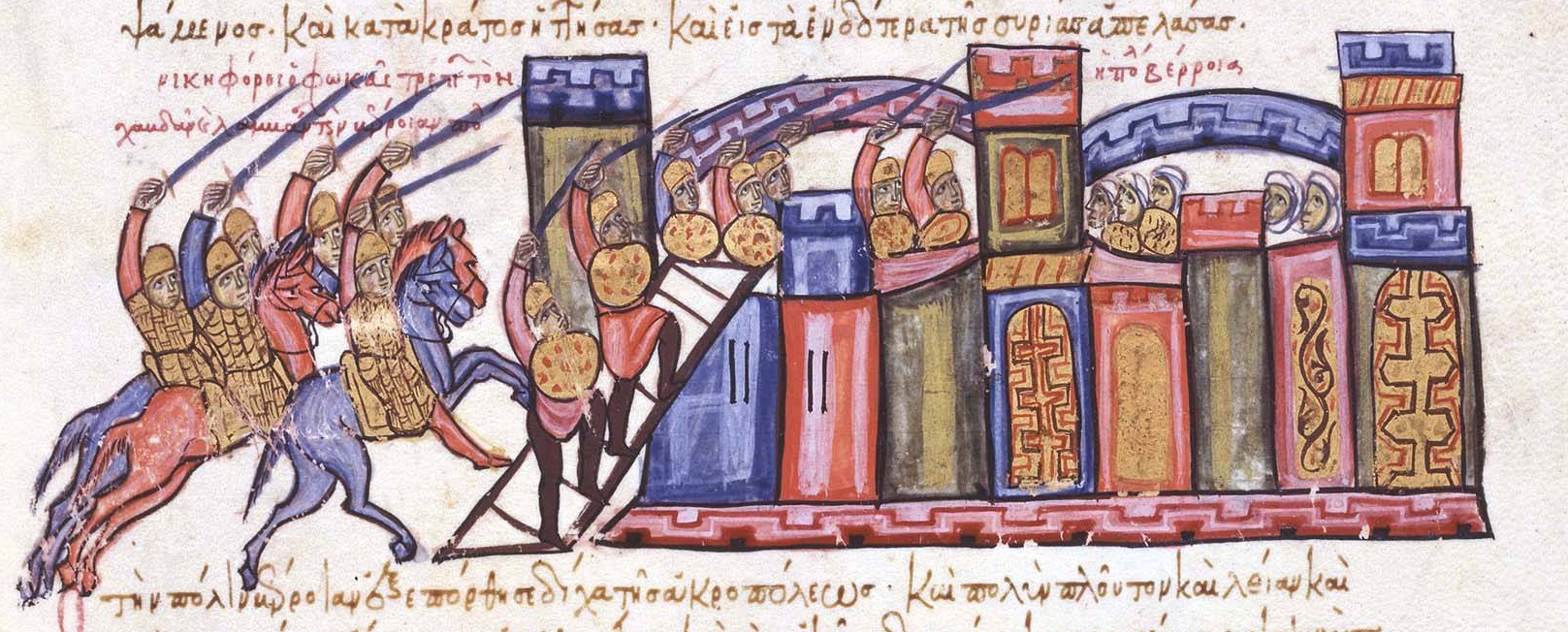
Prise d'Alep par les Byzantins, miniature de la Chronique de Skylitzès de Madrid.

Les sources contemporaines de Tzimiskès le décrivent comme plutôt petit mais costaud, avec des cheveux et une barbe blond-roux et des yeux bleus qui lui attirent la faveur des femmes. Il est aussi décrit comme un bon vivant, en opposition à l'ascétisme presque monacal de Nicéphore Phocas. Surtout, il est réputé pour ses qualités martiales, décrit comme audacieux voire téméraire. Léon le Diacre dit qu'il peut tirer une flèche à travers un anneau et lui reconnaît une grande force, habile au polo et dans bien d'autres activités qui font de lui une sorte d'idéal de l'aristocrate militaire de son temps.

### Entrée dans la carrière militaire
Il semble avoir rejoint l'armée à un âge précoce, et au début sous le commandement de son oncle Nicéphore II. Ce dernier est aussi considéré comme son instructeur dans l’art de la guerre et le descriptif des campagnes de Tzimiskès confirme que celui-ci maîtrise complètement l'art militaire. Grâce à ses origines familiales et à ses propres talents de soldat, il s'élève rapidement dans la hiérarchie militaire et on lui confie un commandement avant qu'il n'atteigne l'âge de 25 ans. Ainsi, en 949, il se serait illustré lors du siège de Théodosiopolis. Il est d'abord stratège du thème de Mésopotamie sur la frontière orientale puis stratège de l'influent thème des Anatoliques sous Romain II. Durant ces années, il combat activement en Orient. En 956 et 958, il lance des raids contre la province musulmane de Diyar Bakr. En 956, il vise la cité d'Amida mais est battu par Sayf al-Dawla. Lors de la bataille, isolé de ses hommes, il n'aurait survécu que grâce à la solidité de son armure, soulignée par le chroniqueur musulman Al-Mutanabbi. Malgré cette défaite, les Byzantins prennent de court les Hamdanides par un autre assaut mené par Léon Phocas le Jeune sur leurs arrières. Au printemps 958, Tzimiskès prend d'abord la forteresse de Dara et remporte une première victoire contre un lieutenant de Sayf al-Dawla. En juin, il reçoit des renforts et s'empare de Samosate avant d'affronter victorieusement Sayf al-Dawla près de Raban, capturant près de 2 000 prisonniers, qui défilent à Constantinople. Ce succès permet aux Byzantins de prendre pied au nord de la Syrie et d'affaiblir le dispositif défensif des Hamdanides, leur principal rival musulman. Ainsi, dès 959, il s'en prend à la Syrie orientale et s'avance jusqu'à Édesse. C'est à cette date, qu'il prend la tête des Anatoliques. En 961 et 962, il est le principal lieutenant de Nicéphore Phocas quand celui-ci mène ses grandes campagnes en Cilicie et jusqu'à Alep. Il s'illustre notamment par des succès contre Naja al-Kasaki, le principal général de Sayf al-Dawla, ce qui participe à fragiliser les défenses des Hamdanides et à permettre le sac d'Alep à la fin de l'année 962, consacrant la supériorité byzantine.
Pendant la minorité de Basile II et Constantin VIII, Tzimiskès fait partie des principaux soutiens de Nicéphore quand il s'empare du pouvoir en 963. Selon certains récits, dont celui de Léon le Diacre, Nicéphore aurait proposé le trône à Tzimiskès, qui l'aurait refusé, mais il s'agit certainement d'une version romancée des événements. Dans ce contexte, cet épisode valorise tout à la fois Nicéphore Phocas, qui est prêt à renoncer au costume impérial, mais préfigure aussi la destinée impériale de Tzimiskès, repoussée pour un temps.
Quoi qu'il en soit, comme le soutient Évelyne Patlagean, la période qui s'ouvre et qui dure jusqu'en 989 voit l'affirmation d'une aristocratie anatolienne, fer de lance des reconquêtes successives de Byzance en Orient et qui s'arroge le pouvoir suprême.

## Prise du pouvoir

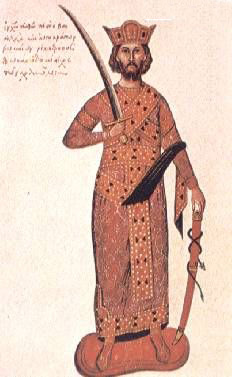
L'empereur Nicéphore II Phocas d'après un manuscrit du XVIe siècle conservé à la Biblioteca Marciana de Venise.

### Victoires et honneurs sous Nicéphore II
L'arrivée au pouvoir de Nicéphore Phocas fait de Jean Tzimiskès l'un des personnages les plus influents de l'Empire. Nommé comme domestique des Scholes d'Orient, il poursuit l'œuvre de son mentor face aux Arabes. Dès décembre 963, les Byzantins repassent à l'offensive et Tzimiskès mène une attaque contre Adana, en Cilicie. Alors qu'il l'assiège, il écrase l'armée de renforts adverse à la bataille dite de la colline sanglante, massacrant les soldats arabes qui refusent de se rendre. Cet événement consacre l'affaiblissement décisif de l'émirat de Tarse. S'il ne peut prendre Mopsueste, il s'arrange pour en ravager les environs, de manière à en affaiblir la défense. Sayf al-Dawla est alors de plus en plus incapable de défendre la Cilicie, livrée à son sort. En 964 et 965, Nicéphore Phocas se rend en personne en campagne, assisté de Tzimiskès, qui participe en 965 à la soumission de la Cilicie, avec les prises de Tarse, Mopsueste, puis de Germanicée durant l'été. Cette conquête d'ampleur, accompagnée de la réaffirmation de la souveraineté impériale sur Chypre, est la consécration de la carrière militaire de Nicéphore Phocas. Ce sont ces victoires qui donnent notamment lieu au programme iconographique d'une église à Çavuşin en Cappadoce, faisant aussi figurer plusieurs personnages clés de son gouvernement, dont Tzimiskès représenté aux côtés de Mélias, autre grand général de l'armée d'Orient,.

### Disgrâce et complot
Pourtant, c'est aussi à cette période que Nicéphore écarte Tzimiskès au profit de membres de sa famille proche comme son frère Léon Phocas ou Pierre Phocas. Plusieurs généraux se trouvent congédiés. Les raisons en demeurent mal connues. Il est possible que les réussites de Tzimiskès aient commencé à faire de l'ombre à Nicéphore, qui aurait craint pour son pouvoir toujours fragile.

Carte des provinces de l'Empire byzantin en Anatolie vers 950. Jean Tzimiskès gouverne notamment le thème frontalier et très exposé de Mésopotamie.

C'est certainement cette disgrâce qui nourrit la rancune de Jean Tzimiskès. Sa vie jusqu'en 969 est obscure, mais il continue de graviter dans les cercles proches du pouvoir. Il a des relations avec l'impératrice Théophano Anastaso sans qu'il soit possible de dire qu'ils sont amants. Dans tous les cas, l'impératrice s'inquiète aussi pour l'avenir de ses fils, empereurs légitimes mais menacés par la famille des Phocas. Bientôt, Nicéphore Phocas est soupçonné de vouloir promouvoir au rang d'héritiers les fils de son frère Léon Phocas. Enfin, d'autres généraux nourrissent de la colère contre l'empereur dont Michel Bourtzès ou Isaac Brachamios, punis pour désobéissance malgré le succès de la prise d'Antioche en 969,. Par ailleurs, le pouvoir de Nicéphore est affaibli par sa politique fiscale, décrite comme sévère et certaines décisions de politique intérieure qui lui aliènent une partie de la société byzantine, notamment à Constantinople,. En décembre 969, la conspiration menée par Tzimiskès et qui réunit un petit groupe de partisans se met en action. Plutôt qu'une rébellion ouverte, qui se heurterait à la fidélité de l'armée pour Nicéphore, il décide de l'éliminer dans son palais de Boucoléon,. Peut-être grâce à la complicité de Théophano Anastaso, il pénètre l'enceinte fortifiée la nuit du 11 au 12 décembre et se met en quête de l'empereur. Ne le trouvant pas dans le lit sommaire qu'il occupe régulièrement, il finit par le piéger grâce à l'aide d'un servant du palais. Nicéphore Phocas est alors encerclé par le groupe de conspirateurs. Les récits des chroniqueurs rivalisent de détails à propos de sa mort, en particulier Léon le Diacre, qui décrit une exécution sanglante, qui se termine par la décapitation du souverain dont la tête est jetée au devant des gardes palatins. Avant cela, Nicéphore aurait été traîné devant Tzimiskès, qui l'aurait ainsi interpellé : « Tu m'as démis de mes fonctions et envoyé perdre mon temps à la campagne avec les paysans, comme un étranger sans aucun droit, alors que je suis plus brave et plus vigoureux que toi ». En revanche, aucun auteur ne fait de Tzimiskès l'auteur du coup fatal, ce qui l'aurait disqualifié pour la fonction impériale.

### Acquérir la légitimité impériale

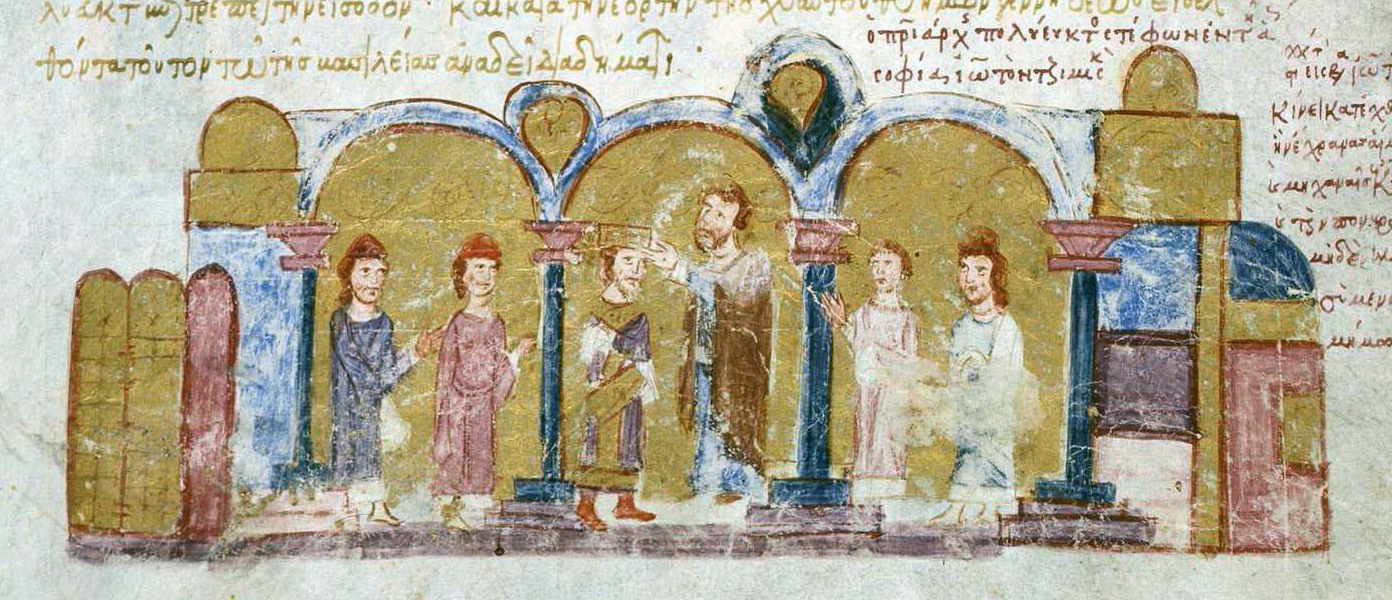
Couronnement de Jean Ier représenté dans la chronique de Skylitzès de Madrid.

Dès qu'il a éliminé son ancien compagnon d'armes, Tzimiskès se rend dans la salle du trône pour revêtir les insignes impériaux. Il convoque le parakimomène Basile Lécapène, le chef du Sénat byzantin et l'un des principaux dignitaires du palais. Celui-ci pourrait bien avoir été au courant du coup d'État et se révèle un allié de Tzimiskès, auprès duquel il a participé à des campagnes militaires par le passé. Bientôt, l'ensemble du palais se soumet au nouvel homme fort de Constantinople et des émissaires diffusent bien vite la nouvelle aux habitants de la capitale, lesquels restent relativement passifs. La mort de Nicéphore et le respect de Tzimiskès envers les deux jeunes représentants de la dynastie macédonienne, Basile II et Constantin VIII, contribuent à ce calme. Tzimiskès s'assure de limiter au maximum les perturbations : il prohibe toute émeute ou pillage et neutralise les proches de Nicéphore dont son frère Léon, réfugié à Sainte-Sophie et exilé à Lesbos. Il fait aussi arrêter Bardas, l'un des fils de Léon, alors duc de Chaldée. Pour Kaldellis, la méticulosité de ce déroulement traduit la préparation fine du coup d'État par Tzimiskès.
Une fois son pouvoir affermi, Tzimiskès doit recueillir l'assentiment patriarcal, déterminant dans le processus de légitimation impériale. Si Polyeucte a pris ses distances avec Nicéphore Phocas, il exige néanmoins du nouveau souverain qu'il condamne certains de ses complices pour le meurtre de Phocas. Tzimiskès s'exécute et en exile deux dont Léon Abalantés, auteur présumé du coup mortel tandis qu'il bannit l'impératrice Théophano pour son rôle présumé dans le complot. À bien des égards, il fait de celle-ci une sorte de bouc émissaire. Ces exigences patriarcales traduisent aussi une réaction à une atteinte au corps sacré de l'empereur qui exige une forme de réparation. Seulement après, Tzimiskès est formellement couronné dans la basilique Sainte-Sophie le jour de Noël. Contraint également de distribuer sa fortune personnelle en guise de pénitence, Polyeucte proclame que l'onction divine efface tous les péchés de Jean Tzimiskès y compris, implicitement, celui d'avoir assassiné son prédécesseur. Dernier acte de sa prise du pouvoir, à la fin de l'année 970, Jean choisit d'épouser Théodora, une fille de Constantin VII Porphyrogénète et tante de Basile II et Constantin VIII. Il se lie ainsi à la puissante dynastie régnante et le rapproche encore plus de Basile le parakimomène, oncle de Théodora,. Selon Yahya d'Antioche, pour éviter de susciter une quelconque opposition, il est prévu que l'éventuel fils qui naîtrait de cette union viendrait après les deux jeunes empereurs dans l'ordre de succession.

## Politique intérieure

### Les élites, le peuple et les soldats

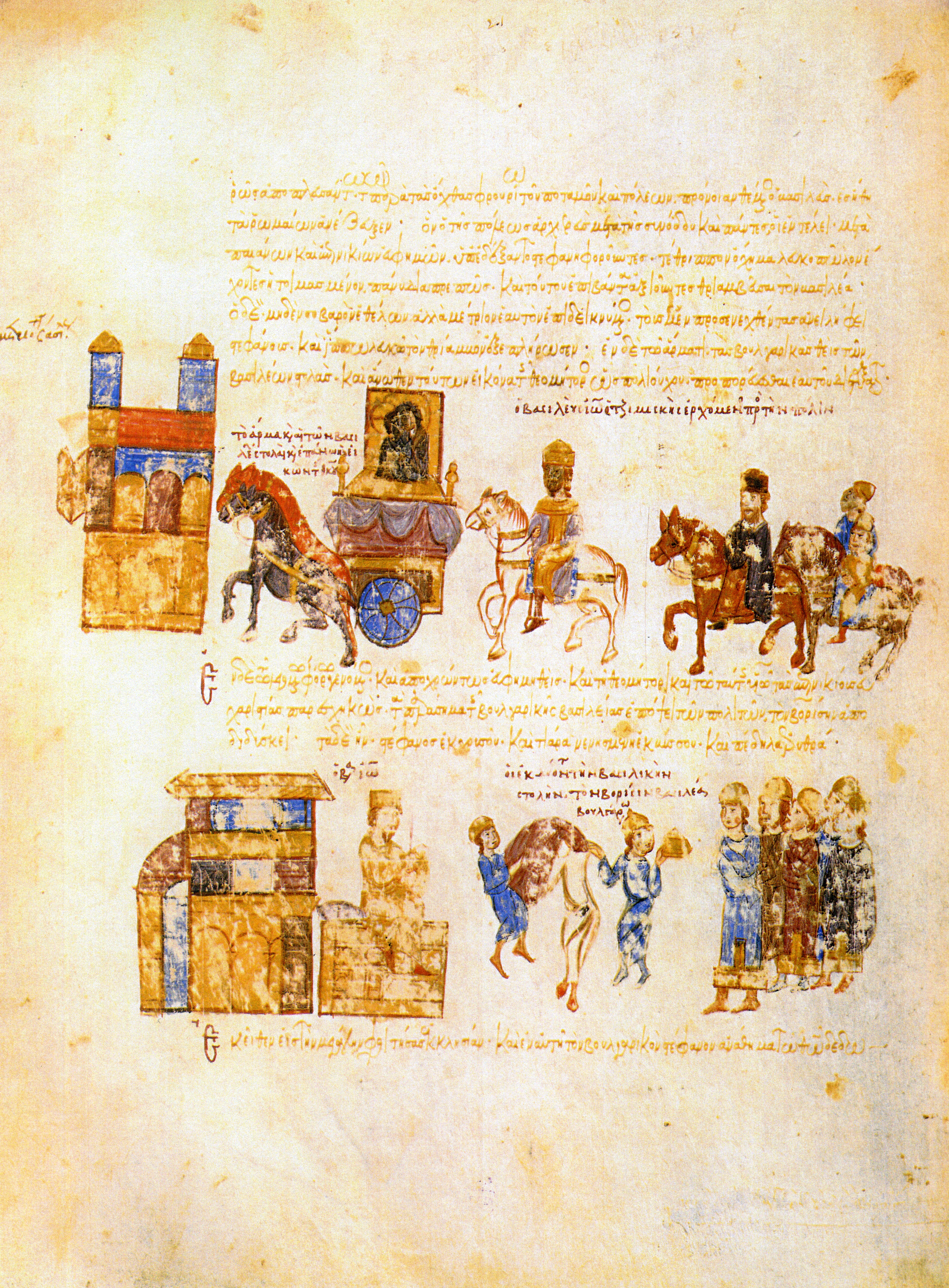
Illustration tirée de la chronique de Skylitzès de Madrid du triomphe de Jean Ier aux lendemains de ses succès contre Sviatoslav Ier. Cet événement, décrit avec pompe notamment par Léon le Diacre, participe de la propagande impériale du souverain. Lors de cette procession, il est précédé d'une icône de la Vierge Théotokos.

Dans son gouvernement de l'Empire, Tzimiskès se démarque de son prédécesseur, réputé voire critiqué pour sa rigueur fiscale. Dès son arrivée au pouvoir, il prohibe tout débordement, ce qui assoit sa popularité auprès des élites, qui auraient pu craindre pour leurs propriétés en cas d'émeutes ou de pillages. En augmentant les émoluments des sénateurs, il contribue aussi à incarner l'image d'un souverain généreux. Basile Lécapène l'aurait d'ailleurs dissuadé de ne pas trop dépenser le trésor impérial en générosités publiques.
Cela ne l'empêche pas de décréter une remise sur l'impôt foncier, sans que sa durée soit précisée par les chroniqueurs, ni d'exempter d'impôts à son avènement les habitants du thème des Arméniaques, dont il est originaire. Cette prodigalité fiscale pourrait avoir été permise ou compensée par l'important butin qu'il aurait amassé à l'occasion de ses campagnes en Bulgarie et en Orient. Il prend aussi des mesures pour lutter contre la famine dans les provinces.
Dans un autre domaine, il légifère sur la gestion des biens fonciers de l’État, au travers de l'affirmation du rôle de l’epi ton oikeiakôn, chargé de la gestion des biens du fisc. Sous son règne, l'administration se montre de plus en plus attentive à toucher les revenus des terres de l'Empire. Ainsi, Tzimiskès fait rechercher les parèques, des paysans locataires d'un domaine, qui se seraient enfuis et qui ne paieraient donc plus leur loyer.
Enfin, Tzimiskès est attentif à mettre en scène son pouvoir quand il célèbre un triomphe en l'honneur de ses succès militaires dans les Balkans, décorant la cité de feuilles de lauriers et de tissus dorés tout en se donnant l'image d'un « époux de Constantinople », pour reprendre les termes de Léon le Diacre,. Le même auteur mentionne un autre triomphe à l'occasion d'une victoire contre les Arabes.
Tzimiskès crée le régiment des Athanatoi (les Immortels), une unité d'élite, à l'occasion de la guerre contre les Rus'. C'est alors une pratique courante pour un empereur de créer une unité, ce qui lui permet de disposer d'un groupe de soldats complètement loyal, d'autant que Tzimiskès doit composer avec une armée dans laquelle le souvenir de son prédécesseur, très populaire, reste vivace,. Il pourrait avoir aussi créé le régiment des Stratelatai, dont le commandement est confié à Michel Bourtzès. Il régule également le régime du kommerkion, la taxe commerciale dont doivent s'acquitter les soldats quand ils capturent un prisonnier qu'ils réduisent en esclavage, soit pour en rappeler l'application, soit pour préciser les cas d'exonérations,.

### Affaires religieuses
Dès le début de son règne, Tzimiskès doit donner des gages au monde religieux, marqué par l'assassinat de Nicéphore Phocas. Ainsi, le patriarche Polyeucte lui interdit l'accès à la basilique Sainte-Sophie et lui impose une pénitence. Georg Ostrogorsky va jusqu'à comparer cet événement avec la pénitence de Canossa. Le patriarche exige et obtient le retrait de certaines dispositions prises par Nicéphore Phocas et qui ont parfois été mal perçues par l'Église, rétive à certaines immixtions impériales, notamment l'assentiment de l'empereur aux nominations épiscopales. Dans l'ensemble, Tzimiskès garde un esprit de conciliation avec le monde ecclésiastique. À la mort de Polyeucte, il déclare « dans le monde terrestre, je sais que le Démiurge a créé deux pouvoirs, le Sacerdoce et l’Empire, pour que l’un se soucie des âmes et l’autre des corps, en sorte que si l’un ou l’autre défaille, l’ensemble soit intégralement sauvé ». Par cette phrase, il affirme une forme d'égalité entre le pouvoir du patriarche et celui de l'empereur, à rebours de la tendance au césaropapisme des souverains de Constantinople.
Tzimiskès joue l'apaisement avec les jacobites, persécutés par son prédécesseur, peut-être pour apparaître comme le protecteur de l'ensemble des chrétiens alors que les Byzantins semblent en mesure de reprendre toujours plus de terrain au Proche-Orient. Il autorise aussi l'Église arménienne à s'implanter dans le duché d'Antioche. En Grèce, il favorise le développement de la communauté monastique du mont Athos, qui s'est installée dans la région sous Nicéphore Phocas. Il doit notamment trancher des différends entre les courants monastiques qui coexistent dans la région : à leur demande, il rend son arbitrage à la suite d'une enquête qu'il a personnellement confiée à Euthyme, l'higoumène du prestigieux monastère du Stoudion. En 972, il édicte le typikon de Tzimiskès, sorte de compromis qui permet aux différentes formes de monachisme de cohabiter, tant le cénobitisme (monachisme collectif) que l'érémitisme (monachisme solitaire). Surtout, il confirme les privilèges fiscaux des fondations monastiques de cette zone, qui attire alors des moines de tous horizons. Le monastère de la Grande-Laure de l'Athos en particulier est richement doté puisque Tzimiskès accroît la dotation initiale de Nicéphore Phocas et qu'il s'agrandit sous l'impulsion d'Athanase l'Athonite,.
Peu de temps après le couronnement impérial, Polyeucte meurt et Jean Ier choisit Basile Ier Skamandrènos pour le remplacer. Connu pour son mode de vie très frugal, portant notamment des peaux de bêtes, le nouveau patriarche incarne une forme de piété austère que valorise l'empereur. Néanmoins, il est impliqué dans un complot en 973-974 par lequel il aurait cherché à mettre sur le trône un haut dignitaire, peut-être Bardas Sklèros. Dans tous les cas, l'empereur le fait déposer et exiler. Il est remplacé par Antoine III Studite, lui aussi réputé pour son ascétisme. Autre exemple du penchant de l'empereur pour les religieux ermites ou austères, il impose au patriarcat d'Antioche Théodore de Colonée, un mystique qui aurait prédit son accession au trône,.
Sur un autre aspect en lien avec la religion, Tzimiskès est régulièrement considéré comme le premier empereur à frapper des folles (des pièces en bronze) dénuées d'iconographie impériale. Elles ne sont illustrées que d'images du Christ à l'avers, complétées de la mention selon laquelle le Christ est le roi des rois au revers. Si l'interprétation la plus courante est que l'empereur démontre par là sa piété, certains historiens estiment que ces pièces s'intègrent dans une propagande plus large en faveur du souverain, dont la légitimité divine se trouverait renforcée dans le contexte d'une accession au trône contestable.

### Entourage

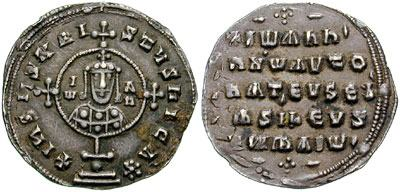
Miliarésion (pièce en argent) frappé à l'effigie de Jean Tzimiskès, qui apparaît en médaillon. L'inscription l'entourant à l'avers et reproduite au revers indique : Jean dans le Christ, empereur des Romains.

Du fait de son arrivée au pouvoir, par l'élimination de Nicéphore Phocas, Tzimiskès se débarrasse bien vite des proches de l'ex-empereur. Les Phocas, l'une des plus puissantes familles de l'Empire, sont bannis. Pour contrer leur influence, il s'appuie sur les Sklèros, le clan dont est issue sa première femme, la sœur de Bardas Sklèros. Celui-ci devient stratélate, même s'il paraît avoir connu une certaine disgrâce à la fin du règne de Tzimiskès, l'alliance entre les deux hommes reposant probablement sur le désir commun de combattre les Rus' et les Phocas sans être forcément solide. Dans tous les cas, la prise du pouvoir de Tzimiskès s'accompagne d'une exacerbation des tensions entre les grandes familles d'Anatolie. Les familles alliées des Phocas sont aussi la cible d'une répression politique mais à géométrie variable. Le sort des Maleinoï, une famille apparentée aux Phocas, est ainsi assez complexe. Si certains membres semblent avoir souffert d'une mise à l'écart, d'autres ont un sort plus difficile à définir comme Eustathe Maleinos, le premier duc d'Antioche : les historiens retiennent souvent qu'il a été nommé par Nicéphore II dans les derniers moments de son règne, mais il pourrait bien avoir été nommé par Jean Ier, celui-ci ne pouvant complètement se détourner de tous les anciens partisans des Phocas, surtout s'ils ont fait la preuve de leur loyauté au nouveau régime. C'est ainsi le cas de Diogène Adralestos, un dignitaire de Nicéphore II nommé stratège des Anatoliques après qu'il a refusé de suivre une rébellion contre Tzimiskès. De même, Tzimiskès conserve sa confiance à Pierre Phocas, un ancien esclave des Phocas parvenu à s'élever dans la hiérarchie militaire. De façon logique, l'empereur promeut les Kourkouas tandis que des partisans de la première heure restent à ses côtés comme Michel Bourtzès ou encore Mélias, qui devient Domestique des Scholes d'Orient. Il rappelle d'exil diverses personnalités, notamment des évêques, condamnées sous Nicéphore Phocas. Quant au parakimomène Basile Lécapène, il reste à son poste durant l'entièreté du règne. Cette cristallisation des rivalités familiales sous le règne de Tzimiskès, incarnée par la rivalité entre les Phocas et les Sklèros, témoigne de la prédominance des familles militaires d'Orient dans l'Empire, qui culmine à la mort de Tzimiskès, par une suite de soulèvements.
Les contestations du pouvoir de Jean Ier viennent principalement du clan des Phocas. Dès 970, Bardas Phocas parvient à prendre la tête d'une révolte, profitant de l'attaque des Rus'. Immédiatement, l'empereur envoie contre lui Bardas Sklèros qui réprime le mouvement, incapable de s'étendre au-delà de la Cappadoce. Plusieurs membres de la famille Phocas sont alors châtiés. Quant à Bardas, il est à nouveau exilé, cette fois sur l'île de Chios. L'année suivante, Léon Phocas, alors en exil, parvient à se rendre à Constantinople alors que Jean Ier est en campagne. S'il bénéficie de l'appui d'un groupe de partisans, Léon s'oppose aux soutiens de Tzimiskès dans la capitale, qui parviennent à s'emparer de lui. Condamné à mort, il est gracié mais néanmoins aveuglé et exilé sur l'île de Kalymnos pour Léon le Diacre ou de Protée pour Skylitzès.

## Politique extérieure

### Dans les Balkans

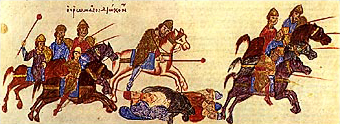
La victoire byzantine d'Arcadiopolis dans le manuscrit de Skylitzès de Madrid.

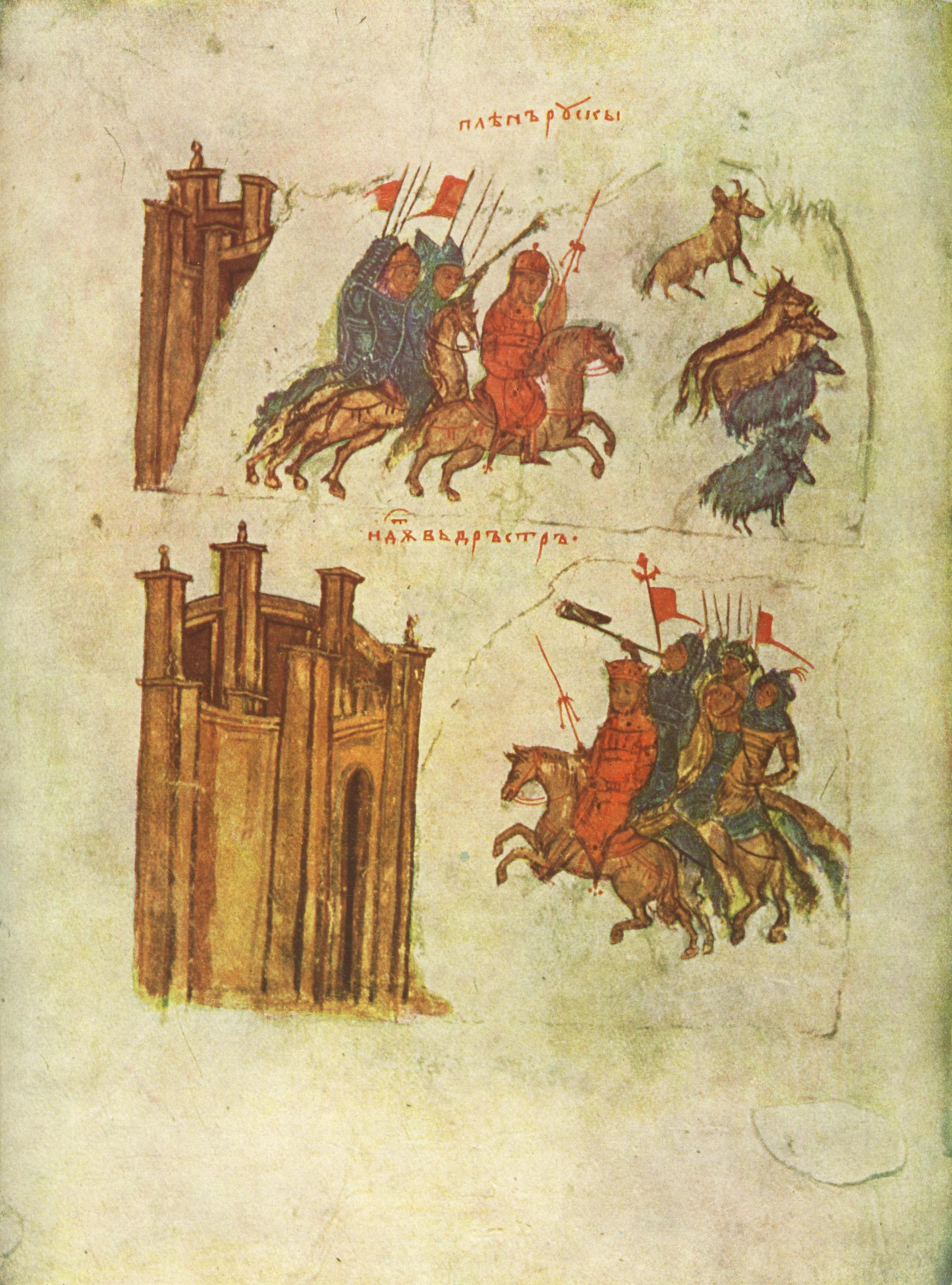
Miniature issue de la chronique de Constantin Manassès, illustrant la guerre entre Rus' et Byzantins dont, en bas, le siège de Dorystolon mené par Jean Tzimiskès.

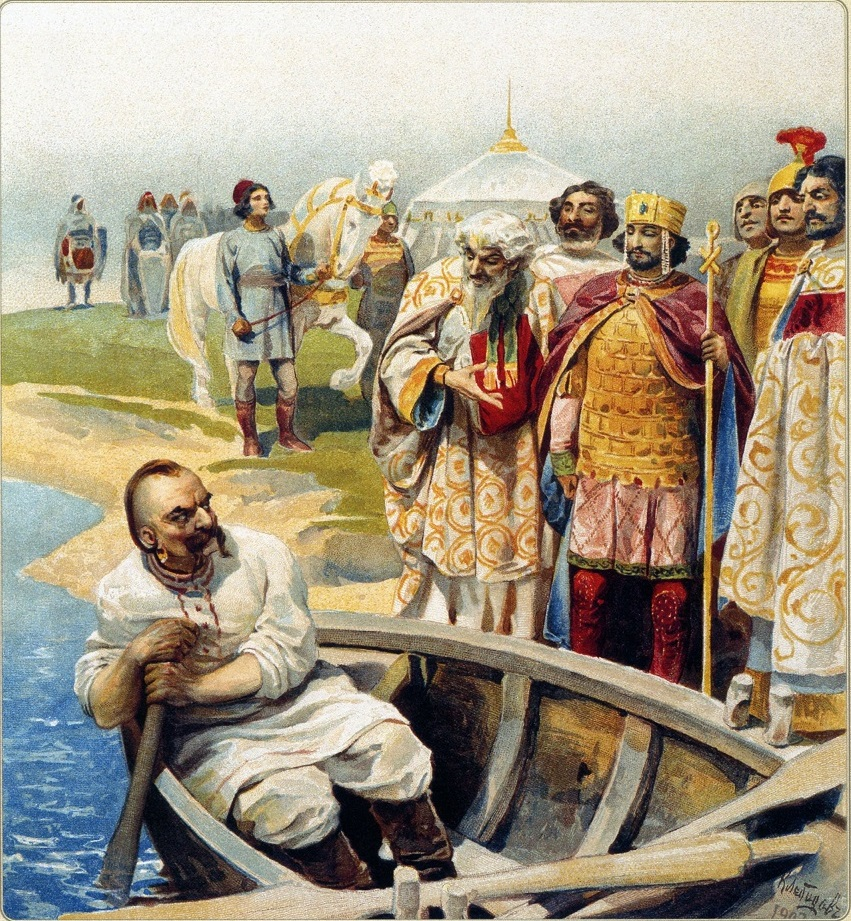
Sviatoslav Ier rencontrant l'empereur Jean Ier. Tableau de Klavdi Lebedev (1880).

À son arrivée au pouvoir, Tzimiskès est immédiatement confronté au péril bulgare. Sous Nicéphore II, la guerre a repris entre Byzantins et Bulgares, avec l'intervention d'un troisième acteur, la Rus' de Kiev. D'abord alliée des Byzantins, celle-ci ne tarde pas à servir ses propres intérêts et, en 969, envahit la Bulgarie qu'elle espère annexer pour ensuite s'en prendre à l'Empire byzantin. Le tsar rus', Sviatoslav Ier, soumet le chef bulgare Boris II et commence à se diriger vers Arcadiopolis, accompagné d'importants contingents petchénègues. Tzimiskès réagit par le transfert de troupes d'Orient en Occident, sous le commandement de Bardas Sklèros. Celui-ci parvient à surprendre l'armée adverse lors de la bataille d'Arcadiopolis en août 970, qui contraint Sviatoslav à se replier. Toutefois, Tzimiskès ne peut en profiter car il doit dans l'intervalle mater la révolte de Bardas Phocas.
Dès le printemps 971, l'empereur rassemble une armée importante et envoie une flotte barrer les bouches du Danube. Il progresse rapidement et parvient, après avoir franchi les montagnes, à surprendre ses adversaires et à mettre le siège devant Preslav, la capitale bulgare. Il s'empare assez aisément de la cité et fait captifs le souverain bulgare et ses proches. Le 16 avril, jour de Pâques, il renomme la ville Ioannopoulis en son honneur et pourrait bien avoir en tête de faire de la région une province byzantine, pour soumettre les Bulgares. Soucieux de s'assurer du soutien de ces derniers, il leur promet une forme d'amnistie. Reprenant sa marche en avant vers le nord, il rencontre le 23 avril l'armée de Sviatoslav près de Dorystolon. Là, les forces impériales remportent une importante victoire, contraignent les Rus' à se replier derrière les murailles de la forteresse, puis elles les battent à nouveau lorsqu'ils tentent une sortie au cours du mois de juillet. Tzimiskès s'engage personnellement dans ces combats et fait notamment charger son unité des Athanatoi, composée de cavaliers lourds. Ayant subi de lourdes pertes, Sviatoslav est alors contraint de négocier et il rencontre l'empereur sur le Danube, lors d'une scène qui est décrite en détails par Léon le Diacre. Le souverain de Kiev accepte de céder ses conquêtes au sud du fleuve et promet de ne plus s'en prendre aux Byzantins. En échange, ceux-ci acceptent de le laisser partir et laissent aux Rus' leurs privilèges commerciaux, ce qui pourrait suggérer que la victoire byzantine n'est pas si écrasante,,. Pour Sviatoslav, cet échec a des conséquences funestes car il est assassiné sur le chemin du retour par les Petchénègues, alors même que Tzimiskès a envoyé auprès d'eux une ambassade pour leur demander de laisser passer le prince rus'. Néanmoins, le souverain byzantin parvient à obtenir la paix de ces mêmes Petchénègues.
Le retour triomphal de Tzimiskès a été abondamment décrit par les auteurs byzantins et permet au souverain d'affirmer son pouvoir de manière éclatante. Il remplit l'événement d'une grande charge symbolique, se faisant précéder d'une icône de la Vierge Marie prise aux Bulgares. Accueilli par une délégation de hauts dignitaires, Tzimiskès chevauche un destrier blanc et est suivi des principaux prisonniers bulgares, dont Boris II, qu'il intègre dans l'aristocratie byzantine, tout en faisant castrer son frère Romain. Quand il arrive sur le forum de Constantin, à l'arrivée de sa glorieuse procession, Tzimiskès est publiquement acclamé, avant de pénétrer dans la basilique Sainte-Sophie, où il fait placer les principaux symboles du pouvoir bulgare dont il s'est emparé, en particulier la couronne. Comme l'a remarqué Dennis P. Hupchick, il est significatif que le triomphe accorde une place importante aux Bulgares qui apparaissent comme les principaux vaincus de la guerre. Pour Tzimiskès, c'est l'occasion d'affirmer l'union des deux puissances orthodoxes sous la tutelle de Constantinople.
Si les conquêtes de Tzimiskès en Bulgarie ne lui survivent que quelques années, des éléments attestent de sa volonté d'y établir l'administration impériale. Sur le plan religieux, il supprime le patriarcat de Bulgarie et place l'église locale sous l'autorité directe de Constantinople. Le Taktikon de l'Escorial fait référence à des entités provinciales créées dans la région comme les thèmes, subdivisions classiques de l'Empire. Diogène Adralestos est ainsi mentionné comme stratège de la Morava. Surtout, des duchés apparaissent sous Jean Ier. Fondés dans des régions frontalières, ils ont un ressort territorial plus vaste. En Orient, c'est notamment le duché d'Antioche qui domine le nord de la Syrie. Dans les Balkans, des duchés sont créés à Thessalonique, à Andrinople et dans une région appelée Mésopotamie de l'Ouest, qui pourrait recouvrir le delta du Danube. Ces circonscriptions sont dirigées par des dux ou parfois des catépans. Un catépan est d'ailleurs mentionné à Théodoroupolis, une ville qui n'est pas précisément située mais pourrait correspondre à Dorystolon, renommée en l'honneur de saint Théodore, qui serait intervenu en faveur des armées de Tzimiskès. De façon significative, celles-ci semblent largement déployées pour assurer l'occupation de la Bulgarie, laquelle ne s'incorpore pas véritablement dans l'Empire. Surtout, seule la partie orientale de l'Empire bulgare, théâtre des principales batailles, est occupée par les Byzantins. La région plus occidentale, notamment vers la Macédoine, voit rapidement l'émergence d'une famille, les Comitopouloï, qui exerce de fait une forme d'autorité indépendante de Constantinople alors que Tzimiskès tourne son attention vers l'Orient,.
Enfin, vers 975, un mouvement séditieux est mentionné en Grèce, peut-être en Laconie, mené par les fils d'un certain Baldos et qui pourrait regrouper des membres de la population slave présente au Péloponnèse et dans ses environs. Dans tous les cas, le mouvement est vaincu par les forces locales.

### Avec l'Occident

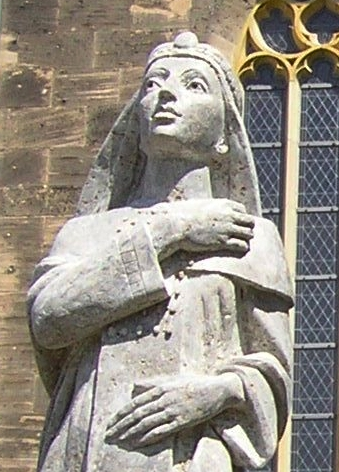
Statue à Eschwege (Allemagne) de Théophano Skleraina, nièce probable de l'empereur et conjointe d'Otton II du Saint-Empire, qu'elle épouse en 972.

Accaparé par les fronts balkaniques et orientaux, Tzimiskès a peu d'attention à accorder à la politique occidentale et aux possessions byzantines en Italie. Toutefois, il s'efforce de consolider les liens avec le Saint-Empire romain germanique, rival de Byzance en Occident. Il met ainsi fin à la situation de tension voire de guerre entre les deux empires en Italie du Sud, libérant notamment Pandolf Tête de Fer, prince de Capoue et de Bénévent, qu'il envoie comme émissaire aux Germaniques pour conclure la paix. Il mène aussi à bien le projet d'alliance matrimoniale, en permettant le mariage de la princesse byzantine Théophano Skleraina, probablement une de ses nièces, et l'empereur germanique Otton II. Si elle n'est pas une porphyrogénète, le geste reste d'importance. Ce mariage est conclu au terme d'une ambassade germanique envoyée à Constantinople en 971 et reçoit l'assentiment de Jean Tzimiskès, lequel cherche probablement à renforcer ses liens avec cette puissance occidentale dans le contexte de sa lutte contre les Bulgares et la Rus' de Kiev. Partie de l'Empire byzantin au début de l'année 972, Théophano épouse Otton le 14 avril 972, jour de Pâques. Figure marquante de son époque puisqu'elle exerce la régence de son jeune fils Otton III, elle est malgré tout méconnue de ses contemporains byzantins. Dans le monde byzantin d'alors, le mariage d'une princesse byzantine avec un souverain étranger dans le cadre d'une alliance reste rare voire exceptionnel.
Par ailleurs, en 971, Jean Tzimiskès conclut un accord avec la jeune république de Venise, alors encore sous une forme de tutelle lointaine de Constantinople. Il y envoie une ambassade pour protester contre le commerce que Venise fait avec les Arabes, au mépris de traités antérieurs. Il menace ouvertement de s'en prendre aux navires et aux équipages qui se rendraient coupables de tels échanges, qui interfèrent avec la guerre que mène Byzance en Orient. Le doge Pietro IV Candiano accepte de se soumettre aux exigences de Constantinople et interdit tout commerce avec les Musulmans de biens pouvant servir à la guerre,.

### Contre les Arabes

#### Réorganisation de la frontière

Carte des principales positions de la frontière arabo-byzantine.

Grand acteur des conquêtes territoriales byzantines en Orient, Tzimiskès voit son action dans cette région souvent perçue dans la continuité de celle de son prédécesseur. Récemment, des historiens ont infléchi cette vision, considérant que Tzimiskès s'investit moins intensément sur ce front. Par ailleurs, si le front mésopotamien a parfois été vu comme sa zone de prédilection, le détail de ses expéditions montre qu'il intervient aussi activement en Syrie. Plus généralement, sa politique orientale s'inscrit moins dans un souhait d'expansionnisme que dans la recherche d'un affaiblissement et d'une soumission des voisins directs de l'Empire pour qu'ils deviennent incapables de menacer celui-ci. Il contribue aussi à réorganiser l'administration anatolienne dont les thèmes historiques sont de plus en plus éloignés de la frontière. Ainsi, il crée trois duchés, celui d'Antioche et ceux de Mésopotamie et de Chaldée, qui sont les pivots de la défense byzantine et dont les capitales doivent servir de points d'appui stratégiques. Les ducs placés à leur tête disposent d'importantes prérogatives militaires, avec des capacités de mobilisation supérieures à celles des stratèges, les gouverneurs des thèmes,.

#### Un front musulman divisé
Immédiatement après sa prise du pouvoir, Jean Ier n'a pas le loisir de se rendre en Orient et, si les récentes conquêtes de Nicéphore sont menacées par des révoltes et des incursions musulmanes, qui assiègent notamment Antioche en 971, les forces locales sont en mesure de contenir la menace, incarnée surtout par les Fatimides qui viennent de s'emparer de l'Égypte. C'est seulement en 972 que l'empereur peut se rendre sur la frontière orientale. Le 12 octobre, il met à sac la cité de Nisibe et impose un tribut aux Hamdanides de Mossoul mais ne peut s'emparer de Mayyafariqin. Il délègue ensuite les opérations à Mélias, le domestique des Scholes d'Orient, qui attaque Amida au printemps 973 mais est vaincu et capturé par l'émir de Mossoul, Abu Taghlib, avant de mourir en captivité quelques mois plus tard,.
L'année 974 est plus mystérieuse et a fait l'objet de débats sur l'intervention de Tzimiskès sur ce front. Marius Canard, s'appuyant sur les récits de Léon le Diacre et Mathieu d'Édesse, plaide pour une intervention impériale en 974. Toutefois, ces deux sources sont imprécises et Léon le Diacre pourrait avoir confondu la campagne de 972 avec celle qu'il place en 974. De même, le récit de Mathieu d'Édesse est imprécis et parfois romancé : tout en reprenant des événements relatifs à d'autres campagnes, il évoque une supposée vengeance à la suite de la capture de Mélias et va jusqu'à mentionner une marche sur Bagdad tout à fait hypothétique voire fantaisiste. Récemment, William Garrood a retenu l'idée d'une campagne contre les musulmans en 974, tout en mettant en doute les détails des chroniqueurs la mentionnant, tandis qu'Anthony Kaldellis estime que rien ne prouve qu'une telle expédition a eu lieu,. En revanche, une ambassade byzantine envoyée auprès du calife fatimide Al-Muʿizz li-Dīn Allāh est bien mentionnée vers 974, qui emporte avec elle des cadeaux pour le souverain d'Égypte.

#### Une croisade incertaine
Au printemps 975, l'empereur entame une campagne de grande ampleur en Syrie. Après avoir feint de viser Tripoli pour détourner les forces des Fatimides, il part d'Antioche en avril, s'empare de Homs, qui paie tribut sans résistance, puis d'Apamée et Baalbek (laquelle, pour avoir voulu résister, est durement châtiée), et force le gouverneur de Damas à lui payer un tribut. C'est ensuite que le déroulement des événements est plus incertain. Jean aurait marché sur la Palestine et, après s'être rendu maître de Tibériade, de Beyrouth, de Nazareth, d'Acre, de Césarée et du mont Thabor, la ville sainte semble à portée de sa main, mais il y renonce. Cette campagne a parfois été décrite comme une véritable croisade, qui aurait eu pour but de libérer la Terre Sainte jusqu'à Jérusalem. Cette interprétation est renforcée par une lettre qu'aurait rédigée Jean Ier à destination d'Achot III d'Arménie, son allié, dans laquelle il relate ses exploits pour l'inciter à combattre à ses côtés. Ce texte est repris par le chroniqueur arménien Mathieu d'Édesse et conduit des historiens modernes comme René Grousset à parler de cette expédition comme d'une croisade byzantine, Ostrogorsky évoquant un esprit de croisade. Mathieu écrit toutefois après la première croisade et l'authenticité de cette lettre, dans laquelle Tzimiskès se fait le chef de tous les chrétiens, est très incertaine. Si elle a bien été écrite par l'empereur ou l'un de ses représentants, elle fait plus figure d'écrit de propagande pour former une coalition chrétienne et ne peut donc être utilisée comme un récit circonstancié du déroulement de la campagne.
D'autres sources, notamment arabes, offrent une perspective plus nuancée sur les événements de 975. Elles relativisent fortement l'idée d'une menace byzantine sur la Palestine en général et sur la ville de Jérusalem en particulier. Pour Kaldellis, l'incursion méridionale de Tzimiskès se limite à la prise de Beyrouth et de Byblos et à un échec devant Tripoli, tout en pillant la région. Seule la ville de Laodicée pourrait effectivement avoir été incorporée dans l'Empire. Dans son étude sur cette campagne, Paul Walker conclut que la religion est moins le motif profond de cette expédition qu'un prétexte. Quant à John Haldon, il ne sous-estime pas le facteur religieux dans les campagnes de Tzimiskès, tout comme dans celles de son prédécesseur, mais considère que l'Empire n'a guère les moyens de s'étendre sur l'ensemble de la Syrie et de la Palestine. Dans tous les cas, la campagne de 975 démontre surtout la faiblesse des voisins directs de l'Empire, qui ne parviennent pas à opposer une résistance solide aux Byzantins, lesquels renoncent malgré tout à occuper la côte du Liban. Tzimiskès préfère certainement s'assurer de la soumission des chefs musulmans de la région, qui forment autant de principautés tampons séparant l'Empire des Fatimides. L'émirat d'Alep en est l'incarnation, tributaire tant des Byzantins que des Fatimides.

## Mort

Carte de l'Empire byzantin à la mort de Basile II, successeur de Jean Ier, dont les conquêtes en Bulgarie sont perdues puis reprises par Basile II, qui étend la sphère de domination impériale sur les Balkans occidentaux et dans le Caucase.

C'est sur le chemin du retour de sa grande campagne orientale de 975 que Tzimiskès tombe malade et meurt, à peine parvenu à Constantinople, le 10 janvier 976. Des sources byzantines, dont Skylitzès, affirment que sur le chemin, Tzimiskès se serait enquis des nombreuses propriétés appartenant à Basile Lécapène, blâmant sa richesse démesurée. Le parakimomène, craignant peut-être pour sa position, aurait réagi en le faisant empoisonner. Toutefois, les historiens modernes comme Anthony Kaldellis rejettent cette accusation, perçue comme reflétant le biais plus général des auteurs byzantins à l'encontre des eunuques, les présentant comme toujours prompts aux conspirations,. Le typhus est parfois identifié comme la maladie qui l'accable et le tue. Quoi qu'il en soit, Tzimiskès est enterré dans l'église du Christ de la Chalkè, qu'il a contribué à agrandir et à embellir en souvenir de ses victoires en Bulgarie. Les deux empereurs macédoniens, Basile II et Constantin VIII, deviennent alors les seuls souverains de l'Empire, et l'aîné, Basile II, prend vite l'ascendant. Quant à Tzimiskès, il ne laisse aucune descendance.

## Sources et postérité

### Sources

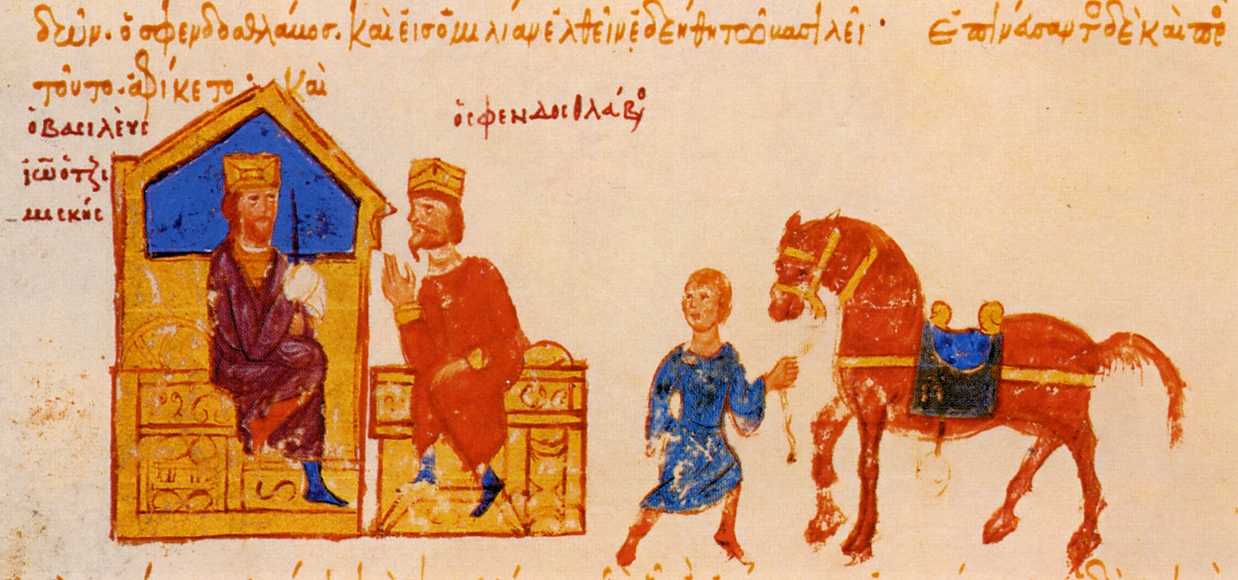
La Chronique de Skylitzès de Madrid regorge d'illustrations relatives au règne de Jean Tzimiskès. Ici, il est dépeint recevant Sviatoslav Ier.

Le règne de Jean Ier peut être appréhendé par différentes sources, mais les écrits byzantins sont relativement rares et certains aspects de ce règne demeurent largement méconnus, en dehors de son action contre les Bulgares et les Rus'. Cet épisode est principalement connu par un panégyrique byzantin en l'honneur de Tzimiskès, qui glorifie ses exploits et qui est repris par les chroniqueurs byzantins comme Jean Skylitzès ou Léon le Diacre,. Il y est notamment comparé à certains héros romains comme Marcus Furius Camillus. Côté rus', la Chronique des temps passés offre une autre perspective.
Le principal auteur byzantin de l'époque est Léon le Diacre, qui compose une Histoire inachevée décrivant notamment les règnes allant de celui de Romain II à la première partie de celui de Basile II. Mort en 992, Léon le Diacre est un contemporain des événements qu'il relate, les ayant parfois directement observés ou bien se référant peut-être à des écrits officiels. Son récit est parfois élogieux à l'endroit de Tzimiskès, d'autant qu'il reprend notamment le panégyrique cité précédemment. Sa description des apparences et de la personnalité de l'empereur ressemble à celle d'un souverain idéal, disant de Tzimiskès qu'il est habité par un esprit héroïque et sans peur, capable de se jeter sur l'ennemi et d'en ressortir indemne. De façon surprenante, il est autant favorable envers Nicéphore Phocas qu'envers Jean Tzimiskès, ce que confirme son usage de récits provenant des deux règnes. Jean Skylitzès, dont la chronique historique couvre la période allant de 811 à 1057, écrit plus tardivement, au XIe siècle, et une version de sa chronique est réputée pour ses illustrations. Il est très laconique sur le règne de Tzimiskès, en dehors de ses réalisations en Bulgarie. Enfin, le Taktikon de l'Escorial permet d'appréhender l'administration byzantine de la fin du Xe siècle. Des sources plus ou moins extérieures à l'Empire viennent utilement compléter les auteurs byzantins, notamment la chronique arménienne de Mathieu d'Édesse. Écrit dans la deuxième partie du XIe siècle, son récit n'est pas toujours très fiable et tend parfois à l'exagération, mais il offre un point de vue différent. Les auteurs arabes peuvent aussi être mobilisés et permettent parfois de tempérer les exagérations ou erreurs d'autres récits, notamment celui de Matthieu d'Édesse. Marius Canard s'est largement attardé sur ces sources, qui décrivent surtout les campagnes militaires sur la frontière orientale de l'Empire. L'érudit le plus important en la matière est probablement Yahyā d'Antioche, un arabe chrétien vivant au début du XIe siècle. Ibn Zulaq, historien des Fatimides, a aussi livré des écrits, parfois connus indirectement, qui concernent la période de Jean Ier, tandis qu'Ibn al-Qalanisi est une source précieuse pour la campagne de 975.

### Historiographie et postérité

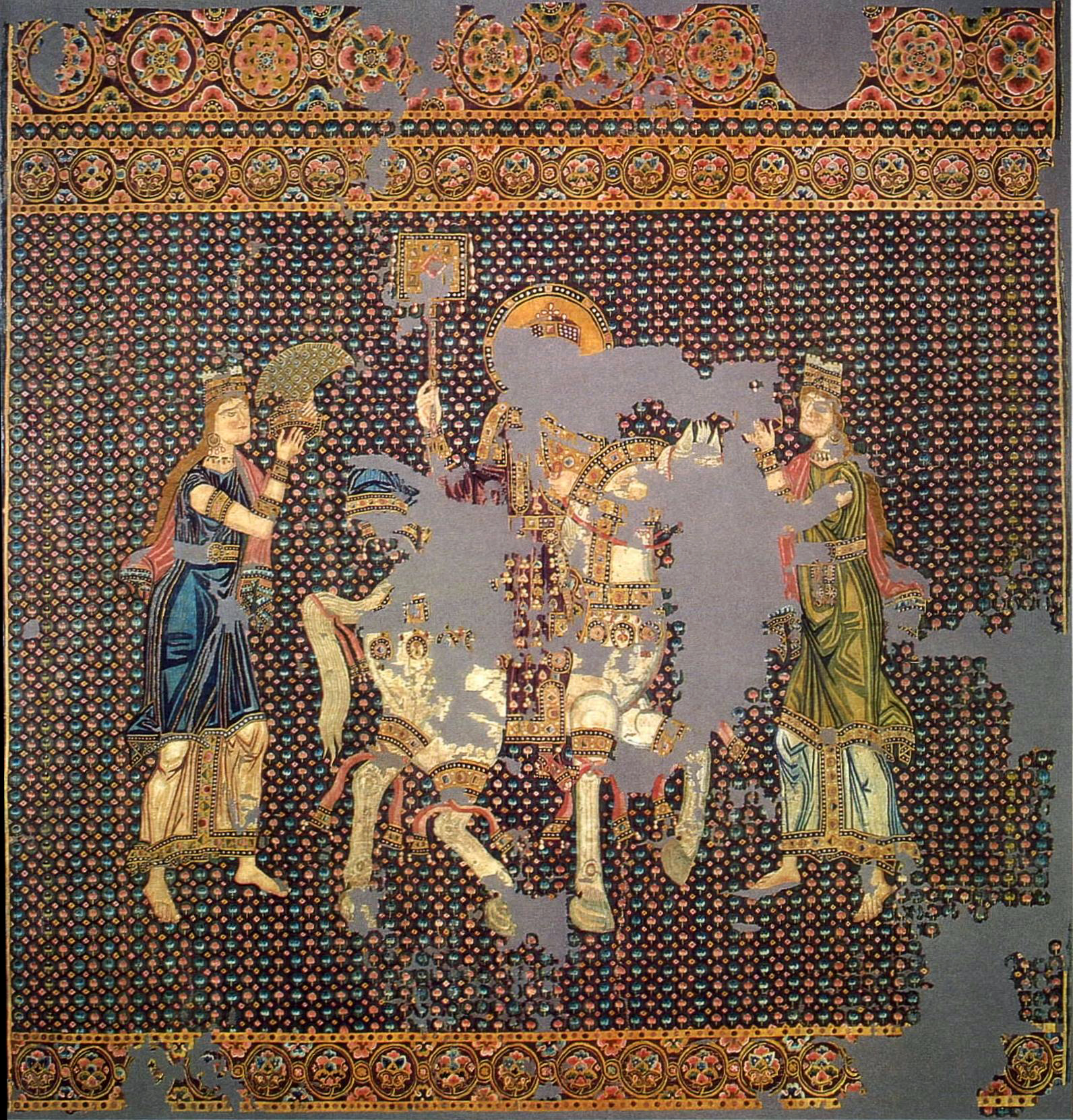
La pièce en soie, parfois appelée Gunthertuch, représentant le retour triomphal d'un souverain byzantin, vraisemblablement Jean Tzimiskès. Les deux personnages, vêtus de bleu et de vert, pourraient porter les couleurs des factions de l'Hippodrome. Cette pièce est aujourd'hui conservée au musée diocésain de Bamberg, en Allemagne.

Tzimiskès est un empereur militaire comme son prédécesseur, dont l'assassinat entache quelque peu sa renommée posthume, même si des sources byzantines, parfois défavorables à Nicéphore Phocas, ne lui en tiennent pas rigueur. Pour le poète byzantin Jean Géomètre, il incarne une figure tragique, rongée par les remords. Tzimiskès apparaît dans certaines des légendes qui concernent Nicéphore II Phocas, en écho à l'épisode central de sa prise violente du pouvoir. Ainsi, dans le Dit de l'empereur Nicéphore Phocas et de son épouse Théophanô qui narre de façon romancée l'épisode de la mort de Nicéphore II, ce dernier parvient à tuer Tzimiskès dans un dernier effort. De même, dans la traduction serbe de l'Apocalypse d'Anastasie, un dialogue est introduit entre Phocas et Tzimiskès, qu'Anastasie rencontre quand elle s'aventure dans l'au-delà.
Les historiens contemporains mettent souvent l'accent sur les succès militaires de Tzimiskès, tout comme ses contemporains. Les travaux fondateurs de Gustave Schlumberger ont largement contribué à dessiner l'image de ce souverain « au règne si court mais si génial », dont il fait un acteur essentiel de l'épopée byzantine du Xe siècle, ponctuée de conquêtes territoriales de grande ampleur dans les Balkans et en Orient. Cette impression de continuité malgré la rupture de l'assassinat de Nicéphore II a souvent prédominé. Elle est aujourd'hui pour partie nuancée, en particulier dans la politique orientale de Tzimiskès, moins ambitieuse qu'il n'a pu paraître au regard de chroniqueurs et d'historiens souvent influencés par le phénomène à venir des croisades. Georg Ostrogorsky loue ses qualités militaires et politiques : « Comme Nicéphore Phocas, c'était un général vraiment génial et ses qualités d'homme d'État le plaçaient au-dessus de son trop impulsif prédécesseur ». Louis Bréhier reprend les descriptions des auteurs byzantins, qui en font l'opposé de Nicéphore II : « Plein de fougue au combat, il était adoré des soldats, mais dans la vie ordinaire il montrait un caractère doux, mesuré, patient, en parfait contraste avec celui de Nicéphore Phocas ; il était en outre très généreux, mais libertin, aimant les femmes et la bonne chère » ; un constat partagé par Warren Treadgold, qui dit de lui qu'il associe aux talents militaires de Nicéphore Phocas une générosité dont ce dernier est dépourvu.
Anthony Kaldellis souligne le peu d'informations sur le règne de Tzimiskès, dont les chroniqueurs byzantins ne semblent relayer que les succès militaires, laissant l'impression d'un front intérieur particulièrement calme. Il s'attarde sur la capacité de Tzimiskès à concilier succès militaires et fiscalité acceptable, parvenant à ne pas faire supporter par la population un trop grand effort martial. Il conclut, en substance, qu'il guerroie moins mais peut-être mieux.
Dans un champ plus artistique, Jean Tzimiskès pourrait bien être l'empereur représenté sur le Gunthertuch, une tapisserie en soie byzantine qui dépeint le retour triomphal d'un empereur. Acquise par le pèlerin allemand Gunther de Bamberg, lors du Grand pèlerinage allemand de 1064-1065 en Terre Sainte, elle est enterrée avec son nouveau propriétaire à Bamberg. Elle est exhumée en 1830 et partiellement abîmée, car le visage de l'empereur n'apparaît plus sur le tissu. L'identification à Basile II a souvent été privilégiée par les historiens. Toutefois, des analyses plus récentes préfèrent y voir Tzimiskès, dans le cadre du triomphe abondamment décrit par les sources de l'époque à son retour de sa campagne contre les Rus',.